# Pierre Imbart de La Tour
Pour les articles homonymes, voir Imbart de la Tour.
Pierre-Gilbert-Jean-Marie Imbart de la Tour, né à Valenton le 22 août 1860 et mort à Bordeaux le 4 décembre 1925, est un historien français.

## Biographie

### Éducation
Il fait ses études au collège Stanislas de Paris, puis à l'École normale supérieure de la rue d'Ulm. Il est agrégé d'histoire en 1883 et docteur ès lettres en 1891.

### Enseignement
Professeur d'histoire du Moyen Âge à l'Université de Besançon, puis, à partir de 1893, à l'Université de Bordeaux, il est élu membre de l'Académie des sciences morales et politiques en 1909 qu'il présida en 1921.

### Bulletin hispanique
Pierre Imbart de La Tour participe à la fondation du Bulletin hispanique avec des hispanistes de la renommée de Georges Cirot, Ernest Mérimée (es), Alfred Morel-Fatio, Pierre Paris, Georges Radet. Fondé en 1899, et aujourd'hui disparu, il est à l'origine le rival de la Revue hispanique (es).

## Famille
Son frère, Georges Imbart de la Tour (1865-1911), est un artiste lyrique (ténor) et professeur de chant au Conservatoire de Paris où il obtient un premier prix en 1889.

## Principales publications
- Les Élections épiscopales dans l'Église de France du IXe au XIIe siècle, étude sur la décadence du principe électif, 814-1150 (1891). Réédition : Slatkine, Genève, 1974.
- Les Origines Religieuses de la France. Les Paroisses Rurales du IVe au XIe siècle (1898 ; 1900). Réédition : Picard, Paris, 1979. Texte en ligne
- Les Origines de la Réforme (4 volumes, 1905-1935).

I. La France moderne. II. L'Église catholique, la crise et la Renaissance. III. L'Évangélisme, 1521-1538. IV. Calvin et l'Institution chrétienne
- Questions d'histoire sociale et religieuse. Époque féodale (1907)
- Le Pangermanisme et la philosophie de l'histoire, lettre à M. Henri Bergson (1916)
- Histoire de la nation française. Histoire politique. Premier volume : des origines à 1515 (1920).

Tome III de l'Histoire de la nation française parue sous la direction de Gabriel Hanotaux (15 volumes, 1920-1929).
- Le guide touristique de la Bourgogne ; Collection « Guide Bleu » (1924)
- Pierre  Imbart de la Tour prononça le discours officiel du Millénaire de Cluny, le 10 septembre 1910

## Distinctions
- Chevalier de la Légion d'honneur